# Sudden Strike 4
Sudden Strike 4 — компьютерная игра в жанре стратегии, разработанная компанией Kite Games и выпущенная издателем Kalypso Media в 2017 году. Является продолжением серии Sudden Strike, и, как и все остальные игры этой серии, посвящена сражениям Второй мировой войны. В том же 2017 году выпущено официальное дополнение — Sudden Strike 4: Road to Dunkirk.

## Игровой процесс
В игре представлены три кампании — за СССР, нацистская Германия и союзников, всего 20 миссий. Игрок должен выполнять определённые задания, например по захвату города или обороне, отдавая приказы вверенным ему войскам — пехотой, танками, автомобилями и прочей военной техникой (всего более 100 видов юнитов). Игра полностью трёхмерная.
Существенным отличием от предыдущий игр серии стало введение системы командующих, которые выбираются перед миссией и дают определённые бонусы войскам игрока. Все существует три типа доктрин командующих — пехотная, бронетанковая и доктрина снабжения, которые дают соответствующие бонусы, открывающиеся по ходу игры.
Помимо однопользовательского режима игры присутствует мультиплеер.

## Отзывы
Игра получила смешанные отзывы критиков. Отмечались хорошая графика и внимание ко множеству мелких деталей. Критиковались чрезмерная заскриптованность и небольшой масштаб действия в миссиях.

## Продажи
Летом 2018 года, благодаря уязвимости в защите Steam Web API, стало известно, что точное количество пользователей сервиса Steam, которые играли в игру хотя бы один раз, составляет 117 416 человек.